# Bronsåldersfigurinen från Sankt Olofs socken

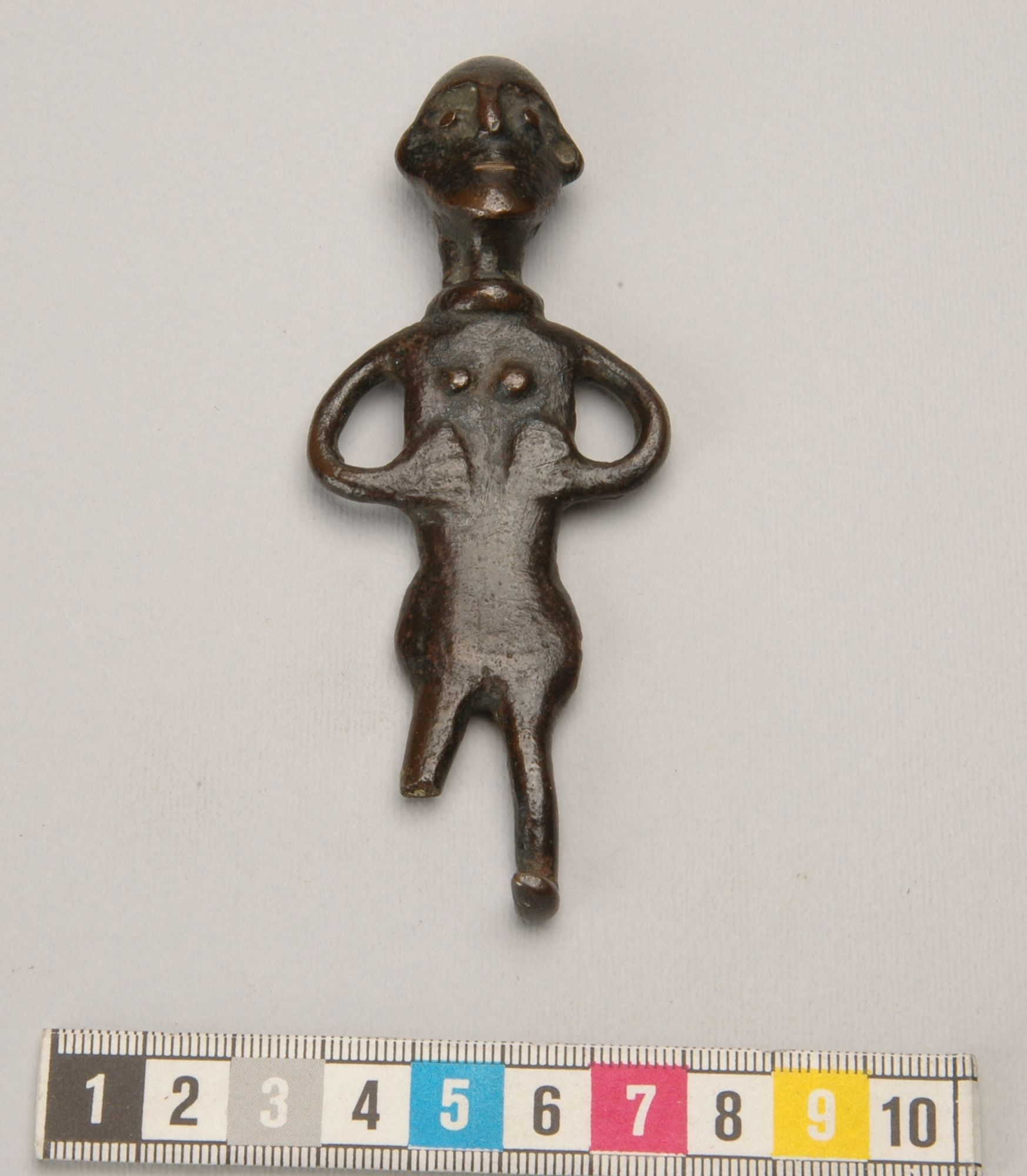
Bronsfigurin från Sankt Olofs socken, Skåne. För mått se texten. Se även föremålsbild på Flickr under externa länkar

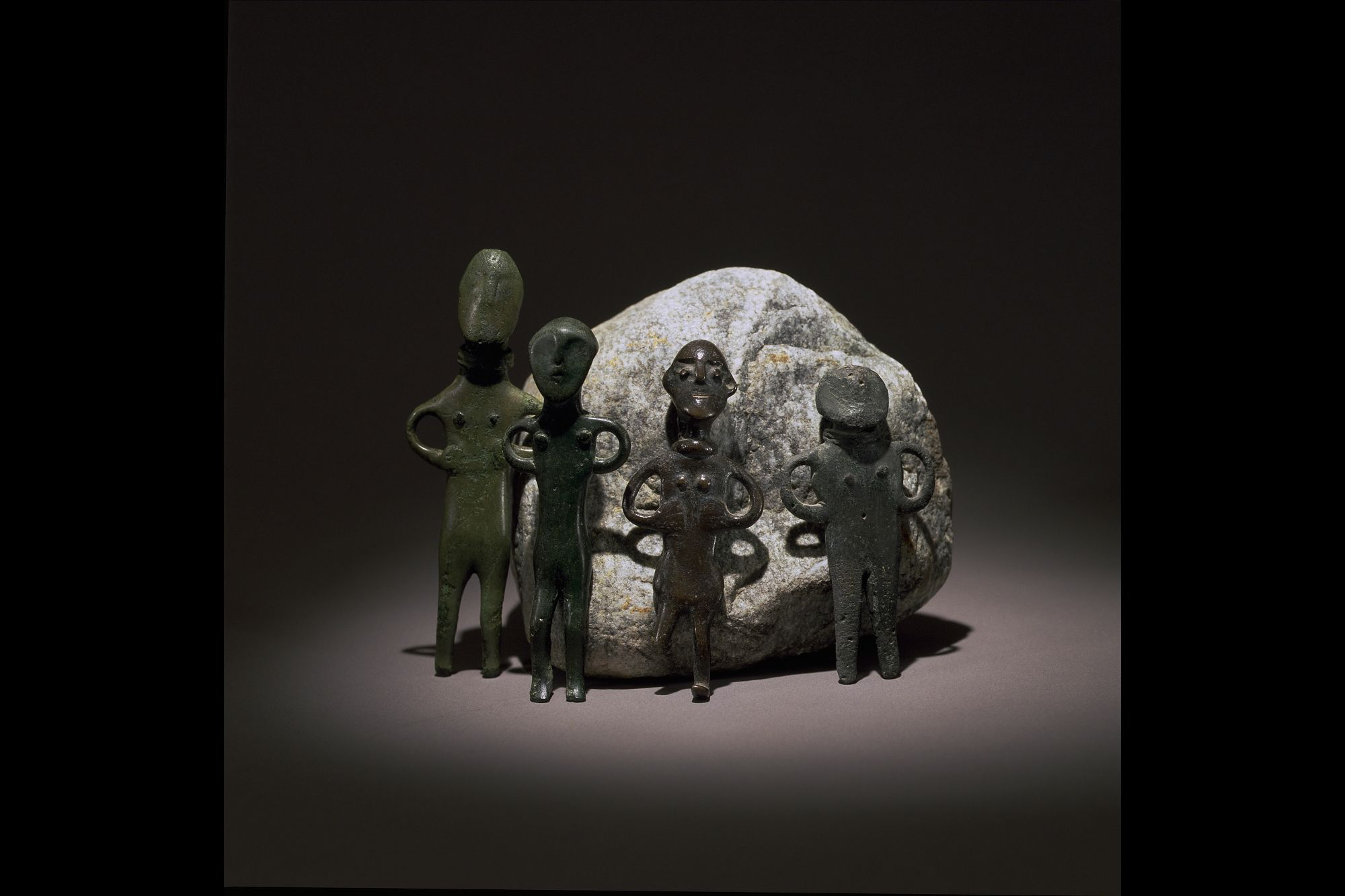

Bronsåldersfigurinen från Sankt Olofs socken i Skåne är en liten massiv kvinnofigurin av brons som hittades i ett grustag i mitten av 1800-talet. Hon räknas tillhöra yngre bronsålder, 900–500 f.Kr. (Montelius period V–VI).  Den lilla figurinen är avbildad naken med undantag av en eller möjligen en dubbel ring runt halsen. Hon håller armarna i midjan så att de bildar en krok och händerna är särskilt markerade. Delar av benen saknas. Längden är 10,95 cm och största bredden över armarna 4,3 cm.  Ytterligare sex figuriner av samma typ är hittade i Skåne samt en i Västergötland. Vidare är tre kända från Själland och en från Pommern. Ser man till utbredningen koncentrerar de sig till båda sidor Öresund. Alla ligger nära kusten, med undantag av figurinen från Västergötland.
Figurinerna är bland arkeologer tolkade som prästinnor eller gudinnor och kopplas samman med de så kallade offerfynden av halsringar i brons som finns från samma tid. Halsringarna är i naturlig storlek och hittade i mossar eller grunda vatten, antingen ensamma eller i par. I några fall ligger många tillsammans. Halsringarna ser likadana ut som de som de små figurinerna har om halsen. Tillsammans anses figurinerna och halsringarna vara uttryck för en fruktbarhetsgudinna i slutet av bronsåldern. Halsringarna har hittats i många olika delar av Skandinavien och har därmed en vidare utbredning än de hittills funna figurinerna.
En alternativ tolkning av figurinerna har framförts av professor Mats P. Malmer. Den går ut på att figurerna också kan ha utgjort viktlod i ett viktsystem med anknytning till östra Medelhavsområdet varifrån sådana system är kända från bronsåldern.
Den exakta fyndplatsen för figurinen är okänd – den ingick tidigare i friherre Claes Kurcks samling, och enda kända fyndinformationen var att den hittats i ett grustag i denna socken. En tid innan hans samling deponerades till Historiska museet lämnade han in en kopia av figuren.
Figurinen från Sankt Olofs socken är utställd på Historiska museet i Stockholm.